# His Greatest Sacrifice
His Greatest Sacrifice è un film muto del 1921 diretto da J. Gordon Edwards. Scritto da Paul H. Sloane e prodotto dalla Fox Film Corporation, aveva come interpreti William Farnum, Alice Fleming, Lorna Volare, Evelyn Greeley, Frank Goldsmith, Charles Wellesley.

## Trama
Richard Hall, scrittore di successo, è sposato con una cantante. Ma la carriera della moglie gli provoca degli attacchi di gelosia. Quando lei, attraverso James Hamilton, riesce a ottenere una scrittura all'Opéra di Parigi trascurando così la loro bambina, Hall - geloso - uccide Hamilton. Per questo, viene condannato all'ergastolo. Vent'anni dopo, viene rimesso in libertà e rivede la figlia Grace che ora lavora come segretaria per il filantropo John Reed. Hall rifiuta ogni aiuto da lei e, anzi, quando la polizia lo arresta come personaggio sospetto, chiede di poter tornare in prigione. Grace, che ha sposato Reed, lo convincerà a restare a vivere con loro gli ultimi anni della sua vita.

## Produzione
Il film fu prodotto dalla Fox Film Corporation.

## Distribuzione
Il copyright del film, richiesto dalla Fox Film Corp., fu registrato il 17 aprile 1921 con il numero LP16474. Nello stesso giorno il film uscì nelle sale cinematografiche statunitensi distribuito dalla Fox Film Corporation e presentato da William Fox.
Copia della pellicola si trova conservata negli archivi della messicana Filmoteca de la UNAM.